# Rio Eek
O rio Eek é um curso de água que atua como afluente do rio Kuskokwim no estado do Alasca, Estados Unidos. Situa-se ao sul do rio Kwethluk e ao norte do rio Kanektok, ambos também desaguando no rio Kuskokwim ou na Baía Kuskokwim, no Mar de Bering.
O rio nasce em um pequeno lago próximo ao Monte Oratia, dentro do Refúgio Nacional de Vida Selvagem de Togiak, e flui predominantemente para noroeste, atravessando o Refúgio Nacional de Vida Selvagem do Delta do Yukon, até encontrar o rio Kuskokwim próximo à Ilha Eek, no oeste do Alasca.
O rio Eek abriga grandes populações de salmão-rosa e de salvelino-ártico.